# Liste der sächsischen Gesandten in Frankreich
Dies ist eine Liste der sächsischen Gesandten in Frankreich.

## Gesandte

### Gesandte desKurfürstentum Sachsen
1664: Aufnahme diplomatischer Beziehungen

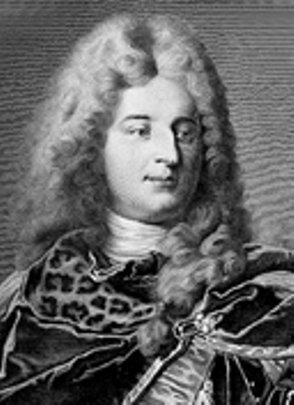
Carl Heinrich von Hoym

- 1664: Clengel, Freiherr von Reifenberg
- 1667: Hans Friedrich von Burgerode, von Gersdorf

...
- 1709–1720: Burchard von Suhm (1666–1720)
- 1720–1729: Carl Heinrich von Hoym (1694–1736)
- 1729–1734: Samuel de Brais (1661–1685)
- 1733: Graf von Callenberg

1735–1737: vakant
- 1737–1741: Samuel de Brais (1661–1685)
- 1741–1753: Johann Adolph von Loß (1690–1759)
- 1747: Graf Bielinksi
- 1753–1754: Samuel Gottfried Spinnhirn
- 1754–1755: Claude Marie Noyel Bellegarde d’Entremont (1700–1755)
- 1755–1757: Ludwig Siegfried Vitzthum von Eckstädt (1716–1777)
- 1757–1768: Kaspar Franz von Fontenay (1693–1769)

...
- 1770–1772: Johann Georg Heinrich von Werthern (1735–1790)

...
- 1774-...: Johann Adolph von Loß (1731–1811)

...
- 1778–1784: Johann Hilmar Adolph von Schönfeld (1743–1820)

1784–86: vakant
- 1786–1790: Graf von Salmour

1790–1806: Keine Gesandtschaft

### Gesandte desKönigreich Sachsen
...
- 1809–1810: Friedrich Christian Ludwig Genfft
- 1810–1813: Georg von Einsiedel
- 1813–1814 Wilhelm August von Just (1752–1824)

...
- 1815–1827: Carl Emil von Üchtritz (1783–1841)
- 1827–1828: Georg Rudolf von Gersdorff
- 1828–1849: Hans Heinrich von Könneritz (1790–1863)
- 1850–1852: Karl Adolf von Hohenthal-Knauthain (1811–1875)
- 1853–1870: Albin Leo von Seebach (1811–1884)

1870–1871: vakant
1871: Auflösung der Gesandtschaft